# El Ouldja (Relizane)
El Ouldja (în arabă العلجة) este o comună din provincia Relizane, Algeria.
Populația comunei este de 1.938 de locuitori (2008).